# NGC 5367
NGC 5367 est une nébuleuse par réflexion située dans la constellation du Centaure. Cette nébuleuse a été découverte par l'astronome britannique John Herschel en 1834. Cette nébuleuse a aussi été observée par l'astronome américain Lewis Swift le 30 décembre 1897 et elle a été inscrite à l'Index Catalogue sous la cote IC 4347. 